# 5弦ベース

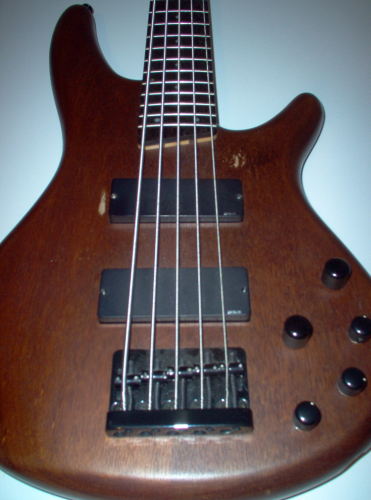
アイバニーズ・サウンドギア

5弦ベース（ごげんベース）とは、主にアコースティックベース及びエレクトリックベース（エレキベースギター）のバリエーションの一つ。
一般的に、通常の4弦エレクトリックベースのチューニング「E-A-D-G」に、最低音であるEよりも5フレット分音が低い「Low-B」音弦を付加、あるいはG弦の開放よりも5フレット分音が高い「High-C」弦が付加された楽器。最低音はノートナンバーで表現すると23、周波数は約30.9Hz。
起源となったコントラバスでは5弦ベースを用いる場合、低音弦をLOW-B（ドイツ読みではH）に調弦するケースとチェロの最低音に合わせて低音弦をC音に調弦するケース「C-E-A-D-G」のどちらも見られるが、エレクトリックベースでは最低音を足した場合「B-E-A-D-G」でも、高音弦を足した場合「E-A-D-G-C」でも、完全四度の関係でチューニングされる事が殆どである。
ただし用途や共演する楽器の傾向により他の調弦も使われており、LOW-Aに調弦された7弦ギター（「A-E-A-D-G-B-E」）とのユニゾン目的で最低音をAにした「A-E-A-D-G」に調弦するケースや（俗に言うドロップチューニング。この場合ギターの5弦、7弦、ベースの5弦が3オクターブでユニゾンする）、コードを表現しやすくするためギターの調弦の「E-A-D-G-B-E」を模して「E-A-D-G-B」（「High-C」弦を半音下げ）に調弦するケース等がある。また、5弦目により太い弦を張り最低音をFにした「F-A#-F-A#-D#」など極めて低いチューニングにするアーティストもいる。(Northlaneのベーシスト、Alex Milovicのチューニングである。)

## 主な経緯
1970年代後半から、アメリカのスタジオ・ミュージシャンであるジミー・ジョンソンやアンソニー・ジャクソンが楽器メーカーと共同開発し使い始め、1980年代におけるポップス、ロック、フュージョンなどポピュラー音楽の多様化に伴い普及する。奏法は、通常の4弦エレクトリックベースと同じである。より広い音域を持つ。様々なベーシストに使用されている。
開発の経緯、及び普及した一因にシンセサイザー普及によるシンセベースの影響が挙げられる。シンセサイザーはピアノ以上に広い音域を出すことが可能であり、低音の表現では通常のベースギター音以下の最低音（E以下）を表現できる。
このような楽曲が増えてくるとベースギターによる演奏でも同じような音域が求められるようになった。従来の4弦エレクトリックベースでは調の主音がE（ミ）以下であった場合、楽曲の調のトニック・コードでD（レ）やC（ド）などの低い音にしたいときに、その音をオクターブ上げて演奏すると、ベースのフレージングの変化により楽曲の印象も変化してしまう。あるいは4弦のチューニングを下げて最低音を拡張する変則チューニングで解決するやり方もあるが、4弦の運指が変わるため他の曲の演奏の際に通常のベースギターとは異なる運指で対応する、あるいは、楽曲毎にベースギター自体を通常チューニングのものと使い分ける、という選択が求められる。低音側5弦ベースでは通常運指でかつ持ち替えることなく対応できる。これが5弦ベースギターが一定程度普及した理由である。
YESのクリス・スクワイアは、デジタル技術の台頭目覚ましい80年代当時（YESとしては『ロンリーハート』がヒットした時代）のサウンドの中で“ベースの領域”を保持したいとの思いから、マイケル・トバイアス（Michael Tobias）の低音弦ベース開発に協力した経緯を、自身の教則ビデオ（「スターリックス」シリーズ）で語っている。また、現代でもジミー・ハスリップなどのスタジオ・ミュージシャンが、アレンジャーからベースラインにレトロなニュアンスを加える際に4弦ベースを要求されたり、アレンジのベースラインを完全再現するために5弦ベースを要求されるなどのスタジオ作業の裏話をベースマガジンなどで語っている。